# دافي داك: مهمات مارفين
دافي داك: مهمات مارفين (بالإنجليزية: Daffy Duck: The Marvin Missions)‏ وتنطق دافي داك: ذا مارفين مايشنز ، (باليابانية: ルーニー・テューンズシリーズ ダフィー・ダック) وتعني بالنسخة اليابانية سلاسل لوني تونز: دافي داك ، وهي لعبة إلكترونية نشرها شركة سون سوفت اليابانية سنة 1993م ، وتتكون من 19 مرحلة داخل كوكب المريخ.